# Dave King
Pour les articles homonymes, voir Dave King (homonymie) et King.
Temple de la renommée de l'IIHF : 2001
W. David King, dit Dave King, (22 décembre 1947 à North Battleford, Saskatchewan, Canada) est un entraîneur de hockey sur glace.

## Biographie
Dans la Ligue nationale de hockey, King a été embauché par les Flames de Calgary en 1992 et les entraîna jusqu'en 1995. Il a été entraîneur adjoint des Canadiens de Montréal de 1997 à 1999, puis est devenu le premier entraîneur des Blue Jackets de Columbus depuis leur saison inaugurale en 2000 jusqu'à 2003.
Dans le Championnat de Russie de hockey sur glace, il entraîna le Metallourg Magnitogorsk. 
Depuis 2006, il est l'entraîneur des Malmö Redhawks de le Championnat de Suède de hockey sur glace.
Il participa également aux Jeux olympiques d'hiver.
Il a été fait Membre de l'Ordre du Canada en 1992, a été intronisé dans le Temple de la renommée olympique canadien en 1997 et le Temple de la renommée de l'IIHF en 2001. En 2013, il reçoit l'Ordre du hockey au Canada .